# Schwarzau im Gebirge
Schwarzau im Gebirge è un comune austriaco di 668 abitanti nel distretto di Neunkirchen, in Bassa Austria; ha lo status di comune mercato (Marktgemeinde).